# 托倫瑟湖
53°30′26″N 13°12′41″E / 53.50722°N 13.21139°E

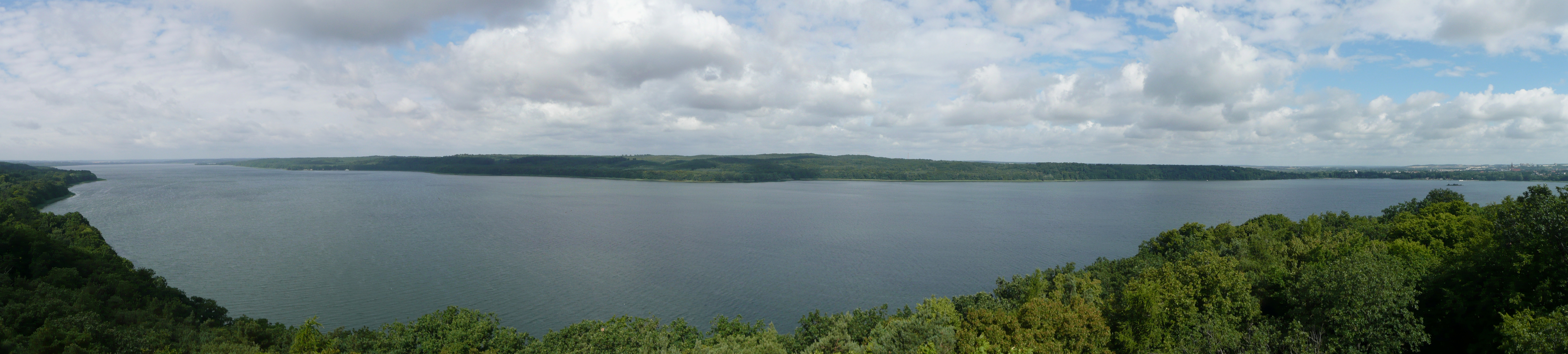

托倫瑟湖（德語：Tollensesee），是德國的湖泊，位於該國東北部梅克倫堡-前波美拉尼亞州的托倫瑟河上，由梅克倫堡湖區郡負責管轄，長10.3公里、寬2.4公里，面積17.9平方公里，海拔高度15米，平均水深17.6米，最大水深31.2米，水體容量3億1,589萬立方米。